# عمادآباد (مقاطعة فسا)
عمادآباد (بالفارسية: عمادآباد) هي قرية تقع في قسم كوشك قاضي الريفي في إيران.